# Dantian
Dantian ou Tan tien (pinyin: Dāntián 丹田; Japonês: Tanden 丹田; Coreano: 단전 DanJeon 丹田; Tailandês Dantian ตันเถียน ; Inglês: One-point) é um termo da arte marcial chinesa e japonesa, que refere-se como um ponto focal importante para técnicas internas de meditação. É um termo de origem chinesa relacionado às práticas de meditação,  exercícios como o Chi kung, medicina tradicional e artes marciais orientais, como o Tai chi chuan.
A palavra japonesa hara (腹; Chinês: fù), que literalmente significa "barriga" é por vezes usada como um sinônimo.
Pode ser traduzido literalmente como "campo de cinábrio": o sentido desta expressão é relacionado à alquimia chinesa, na alquimia o termo cinábrio se relaciona aos processos de transmutação dos elementos, para os taoístas designa uma área dentro do corpo que tem um papel fundamental nas transformações espirituais que procuram.
Dantians nada mais são do que Centros de Foco e Fluxo de Qi.
Shang das Mãos, ligações Yang Ming ~ Tai Yang ~ Shao Yang.
Zhong União Mão e Pé, ligações Tai Yin ~ Shao Yin ~ Jue Yin.
Xia dos Pés, Tao Yin.

## Foco da meditação, medicina tradicional e artes marciais

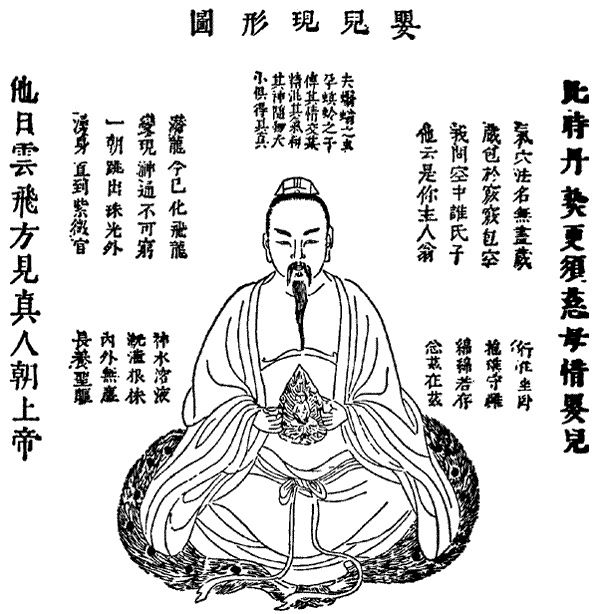
O "feto imortal" sendo cultivado na região do Dantian Inferior (Xia)

É um ponto focal fundamental na prática da meditação Tao Yin, refere-se especificamente ao centro físico de gravidade do corpo, situado no abdomen a cerca de 5 cm abaixo e 5 cm para dentro em relação ao umbigo.
O conceito de Dantian é um princípio teórico básico nas diversas linhagens de meditação e de artes marciais orientais especialmente nas artes marciais chinesas internas e no Aikido japonês.
É também considerado muito importante na medicina tradicional chinesa. O fortalecimento da saúde através da revitalização desta região fundamenta as práticas de Qi Gong, Nei Gong, Tao Yin, e os treinamentos da respiração.
Encontramos no livro O Segredo da Flor de Ouro ilustrações que podem ser tomadas como metáforas das diversas etapas da realização no Tao Yin.
Uma destas representações apresenta o meditante gerando um feto imortal dentro de si, concebendo um novo corpo de energia em seu Dantien.

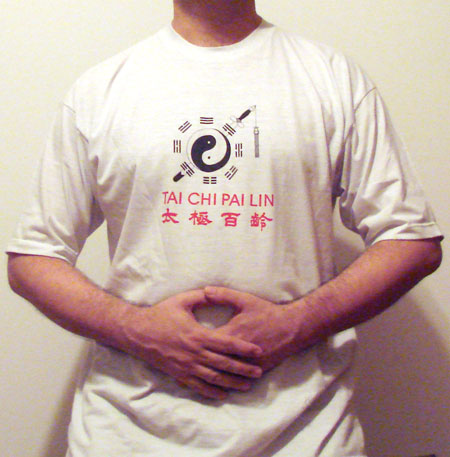
Tai Chi Pai Lin: na postura "Abraçar o Tai Chi" as mãos repousam sobre o Dantian Inferior (Xia), representando a integração interior.

## O Dan Tian nas diversas tradições orientais
Segundo a tradição Chinesa e a Japonesa, este centro físico de gravidade do corpo humano é considerado a morada da energia vital (qi).
No Japão se diz que um mestre de caligrafia, esgrima, cerimônia do chá ou artes marciais "age a partir do hara"

## Páginas externas
- Água Sobre o Céu
- Ki - Energia Vital